# Ophiothrix tricuspida
Ophiothrix tricuspida är en ormstjärneart som beskrevs av Cherbonnier och Guille 1978. Ophiothrix tricuspida ingår i släktet Ophiothrix och familjen Ophiothrichidae. Inga underarter finns listade i Catalogue of Life.